# Simulium papuense
Simulium papuense es una especie de insecto del género Simulium, familia Simuliidae, orden Diptera.
Fue descrita científicamente por Wharton, 1948.